# Крейг край реката
„Крейг край реката“ е американски анимационен сериал излъчван по Картун Нетуърк, създаден от Мат Бърнет и Бен Левин. Преди да създадат своя собствена анимация, те са работили като редактори и сценаристи на „Стивън Вселенски“ и като сценаристи на „Игра на ниво“. Анимацията  има шест сезона, всеки с по четиредесет 11-минутни епизода.

## Сюжет
Предаването следва живота на младо чернокожо момче на име Крейг Уилямс и двамата му приятели Келси и Джон Пол „Джей Пи“. Всеки епизод представя техните приключения в див район край предградието им. Той е известен като Поречието – един утопичен детски свят. В него племена от деца властват над трите крепости и вело-рампите, съставяйки едно своеобразно детско общество. То е фантастична част от гората, където се събират децата от целия квартал. Там, където те са далеч от възрастните и ежедневните им отговорности, малките могат да намерят магия и вдъхновение. Откриват ги най-вече във фантазиите, на които се отдават, за да запълват времето си.
Крейг, Келси и Джей Пи не са само най-добри приятели, те са членове на весела комбина, чиято главна цел е да остави своя белег в Поречието и в съзнанието на своите връстници, които съставят детското общество в гората. Приключенията на триото ги отвеждат в най-различни непознати области, а Поречието може да бъде чудно, а понякога и ужасяващо място, което има способността да създава безценни детски спомени.
Сюжетът и фонът на историята в „Крейг край реката“ напомнят на зрителите да не забравят за природата, по един много привлекателен начин. Светът, който поредицата представя, е съставен от всички забавни и странни части на това да си дете от Източното крайбрежие.

## Герои
- Крейг Уилямс е умно 10-годишно момче и развиващ се изследовател и строител. Той обича да се впуска в най-различни приключения в Поречието, заедно със своите приятели Келси и Джей Пи. Той е естествен лидер и винаги се опитва да помогне на другите деца от Поречието ако те имат нужда. Поставил си е за задача да картографира всяко дърво и камъче край реката. Крейг също така ходи на уроци по математика за напреднали.
- Келси Берн е 8-годишно рижавокосо момиче, една от най-добрите приятелки на Крейг. Тя винаги носи наметало и има домашен любимец папагал (който тя определя като сокол) наречен Мортимър, който я придружава навсякъде. Тя се определя като „войн по душа“ и винаги е настроена приключенски. Келси винаги е много драматична, което може би се дължи на обичта ѝ към фентъзи романи. Тя живее сама с баща си, който е вдовец. По-късно в анимацията е разкрито че Келси е еврейка.
- Джон Пол „Джей Пи“ е високо 13-годишно момче, един от най-добрите приятели на Крейг. Той носи хокейен пуловер, който му е прекалено голям. Макар и не много умен и сръчен, Джей Пи има богата фантазия и винаги е мил с другите. Той е определян като „шестокласник с душа на първокласник“. Той никога не се вълнува какво говорят другите за него.

## Излъчване
Серийната премиерата в САЩ е на 30 март 2018 г. по Картуун Нетуърк. В Канада, тя започва да се излъчва на 3 май 2018 г. по Телетуун. Започва излъчването си в Австралия на 3 август 2018 г. и в Обединеното кралство и Ирландия на 1 октомври 2018 г.
В САЩ втори сезон започва на 18 март 2019 г. и приключва на 11 юни 2020 г. Трети сезон започва на 21 юни 2020 г. и приключва на 2 юли 2020 г.

## „Крейг край реката“ в България
В България сериалът започва да се излъчва на 15 октомври 2018 г. по Cartoon Network с разписание всеки делник от 18:45 ч.
| Роля          | Изпълнител                                 |
| ------------- | ------------------------------------------ |
| Крейг         | Тихомира Темелкова                         |
| Джей Пи       | Борис Кашев                                |
| Келси         | Симона Стоянова                            |
| Джесика       | Татяна Етимова                             |
| Тод           | Константин Лунгов Сотир Мелев Христо Пъдев |
| Дейвид        | Живко Джуранов                             |
| Други гласове | Неда Спасова Симеон Дамянов                |

| Обработка           | студио „Про Филмс“                         |
| ------------------- | ------------------------------------------ |
| Режисьор на дублажа | Сотир Мелев                                |
| Преводачи           | Цветелина Петкова Дара Цветкова Елица Вите |

## Епизоди
Вижте: Списък с епизоди на Крейг край реката